# Alaminos (Hiszpania)
Alaminos – gmina w Hiszpanii, w prowincji Guadalajara, w Kastylii-La Mancha, o powierzchni 19,5 km². W 2011 roku gmina liczyła 70 mieszkańców.